# بیاووشلیویه
بیاووشلیویه (به لهستانی:  Białośliwie) یک روستا در لهستان است که در گمینا بیاووشلیویه واقع شده‌است. بیاووشلیویه ۲٬۶۰۰ نفر جمعیت دارد.